# Zillbach (Schwallungen)
Zillbach ist ein Dorf mit etwa 400 Einwohnern und gehört zur Gemeinde Schwallungen im Landkreis Schmalkalden-Meiningen (Thüringen).

## Geographie

### Lage
Der Ort Zillbach befindet sich im nordwestlichen Teil des Landkreises, etwa zehn Kilometer (Luftlinie) westlich der Stadt Schmalkalden und etwa 17 Kilometer nordwestlich der Kreisstadt Meiningen. Zillbach liegt auf einer Hochfläche der Vorderrhön in der Nähe des Werratals.

### Berge und Erhebungen
Höchste Erhebungen sind der Oberer Vogelherd (464,9 m ü. NN), das Wasunger Dickicht (453 m ü. NN), die Mannshöhe (450,3 m ü. NN), der Distelkopf (440,4 m ü. NN) und der Platz am Pirschhaus Zehn Buchen (448 m ü. NN). Ein Großteil dieser Berge und Erhebungen sind durch Aufforstungen wieder bewaldet.

### Gewässer
Der namensgebende Zillbach hat eine Gesamtlänge von etwa sechs Kilometer. Er entspringt am Ortsrand von Zillbach, fließt in östlicher Richtung und mündet bei Schwallungen in die Werra. Der Zillbach wurde auch durch die Anlage von Fischteichen und als Mühlwasser intensiv genutzt.

## Geschichte

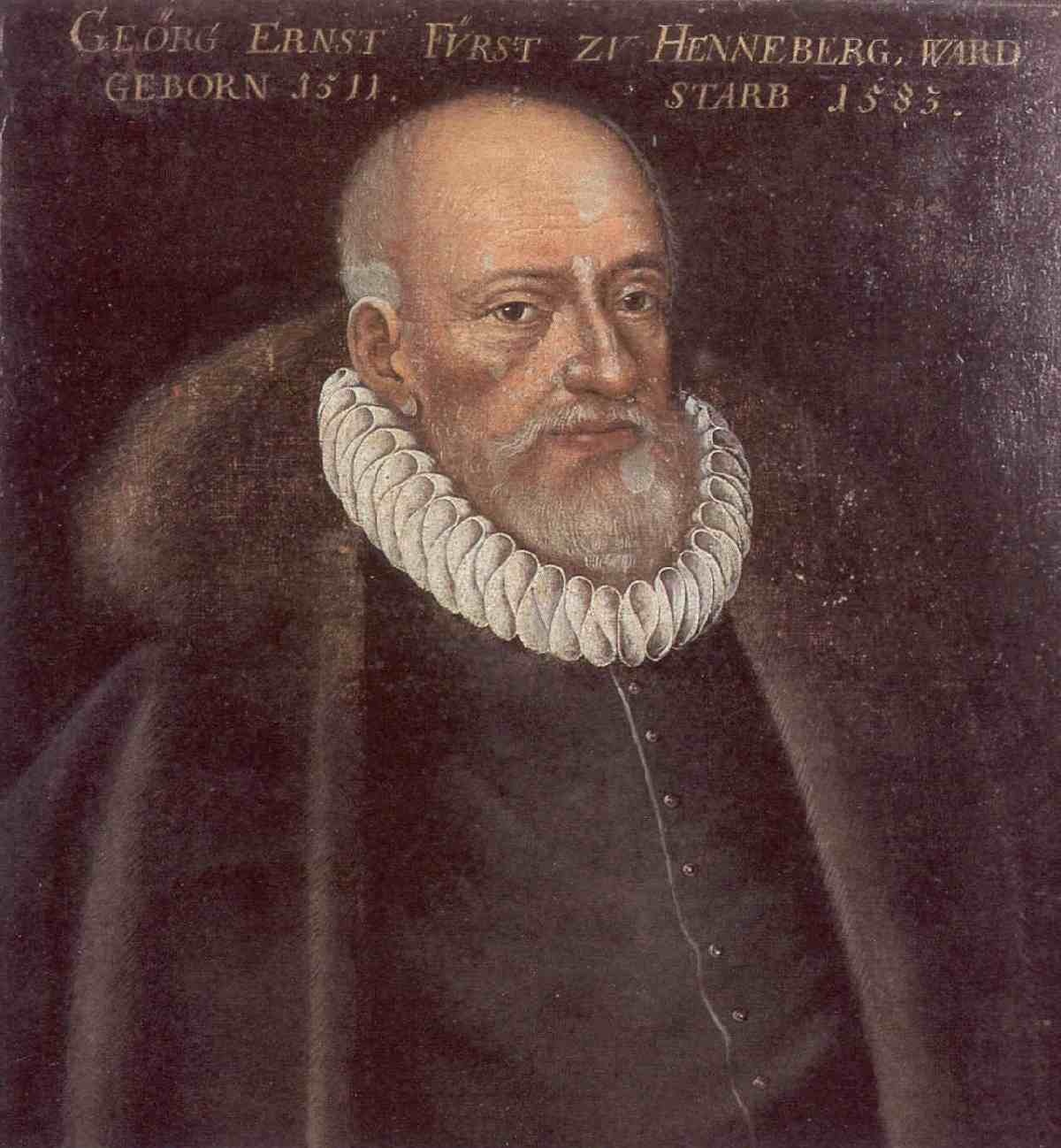
Georg Ernst, Fürst zu Henneberg-Schleusingen

Das Gebiet der heutigen Ortslage wurde zunächst als Waldbezirk in Urkunden, wie dem Verkaufsbrief der Frankensteiner Besitzungen an die Grafen von Henneberg im Jahr 1330, erwähnt. Die früheste Erwähnung und damit Grundlage des Ortsjubiläums im Mai 2010 war eine Niederschrift des Ortsnamens am 17. März 1185 in der Schreibweise „Czyllbach“.
Dieses Waldgebiet wurde nach den hennebergischen Urkunden von 1461 bis 1505 durch zwei hessische Glasmacherfamilien (Glasmacher-Sippe Rattig und Cunz Gunckel) für die Einrichtung einer Waldglashütte gepachtet. Der Ort gehörte seitdem zum hennebergischen Amt Wasungen.
Aus dieser Zeit stammt auch die nachweislich älteste Gasthoffamilie Mandel aus Opfermann/Mandel, getauft als Gasthof „Zur schwarzen Henne“ nach dem Grafen von Henneberg.
Die von den Glasmachern nach wenigen Jahrzehnten ausgelichteten Wälder begünstigten die Anlage eines Jagdschlosses, welches 1543 durch Georg Ernst von Henneberg-Schleusingen erbaut wurde und bis 1759 bestand. Es wurde als ein kreisrunder, turmartiger Baukörper beschrieben und machte auf Besucher einen sehr wehrhaften Eindruck. Rings um das von einer schützenden Mauer umgebene Hauptgebäude entstanden in der Folgezeit weitere Wirtschafts- und Lagergebäude.
Nach den Erbschaftsverträgen mit den Herzögen von Sachsen fielen die Territorien der Henneberger Grafen 1583 unter gemeinschaftliche Verwaltung der ernestinischen und albertinischen Linie. Bei der realen Teilung der Hennebergischen Erbschaft im Jahr 1660 hatten sich die Herzöge von Sachsen-Weimar und Sachsen-Gotha wegen der zufallenden Landportion auseinanderzusetzen. Auf Grund eines 1661 errichteten Rezesses wurden die Waldungen dem Hause Weimar überlassen. Dieselben waren damals in 5 Forste geteilt: den Zillbacher, Schwallunger, Wasunger, Stepfershäuser und Ober-Forst. Bei der Landesteilung innerhalb des weimarischen Fürstenhauses kam Zillbach an die eisenacher Linie und wurde dem Amt Lichtenberg (Hintergericht) zugeteilt. Der jagdliebende Eisenacher Herzog Johann Georg I. machte Marksuhl von 1662 bis 1672 zu seinem Residenzort, von dort besuchte er die im Umkreis errichteten Jagdschlösser bei Ruhla, Eisenach und in Zillbach.
In der Nachbarschaft des abgelegenen Zillbacher Schlosses wurden ab 1693 mit Erlaubnis von Herzog Johann Georg von Sachsen-Eisenach erste Wohnhäuser für Bauern, Bedienstete und Waldarbeiter errichtet. Diese Siedlung benötigte eine landwirtschaftliche Anbaufläche – hierzu wurden bis 1751 etwa 600 Acker Wald gerodet. Der Herzog gestattete die Errichtung weiterer Wohnhäuser – als Doppelhäuser, sie kosteten 100 Gulden. Diese Siedlung wurde ab 1784 als Colonie des Kammergutes bezeichnet und durch weitere Gebäude ergänzt. 1790 erfolgte der Neubau des heutigen Schlosses. Die landwirtschaftlichen Erträge waren nach Anfangserfolgen rasch zurückgegangen und führten zu wachsender Not und Elend bei der verschuldeten Dorfbevölkerung. Mehrere Einwohner erwarben durch die Einführung von handwerklichen Zusatzbeschäftigungen – etwa dem Holzschuhmachergewerbe, dem Kork- und Meerschaumschnitzen für den Ort eine Vorbildrolle. Dieses Gewerbe ging jedoch später durch den Wegzug nach Ruhla im Ort zu Grunde. 1879 wurden, basierend auf der Volkszählung von 1875 statistische Angaben zum Ort, inzwischen zum Großherzogtum Sachsen-Weimar-Eisenach gehörend, publiziert.
Zillbach gehörte damals als Exklave im Meininger Herzogtum zum Amtsgerichtsbezirk Kaltennordheim und hatte in diesem Jahr 85 Wohnhäuser mit 476 Einwohnern. Die Größe der Flur betrug 204,8 ha davon Höfe und Gärten 11 ha, Wiesen 61,4 ha, Ackerfläche 119,0 ha. Der gemeindeeigene Wald betrug lediglich 3,5 ha. Die Fläche von Teichen, Bäche und Flüsse betrug 0,8 ha, auf Wege, Triften, Ödland und Obstbaumplantagen entfielen 8,4 ha. Weiterhin gehörte zum Zillbacher Gebiet der großherzogliche Forstbezirk mit einer Gesamtfläche von 2659,6 ha sowie der von der Zillbacher Forstinspection mitverwaltete Schwallunger Forst, ebenfalls zu dieser Zeit eine Exklave, mit einer Größe von 1755 ha.
Das Dorf hatte einen Viehbestand von 4 Pferden, 141 Rindern, 18 Schafen, 56 Ziegen und 49 Schweinen und 7 Bienenstöcke.

## Persönlichkeiten

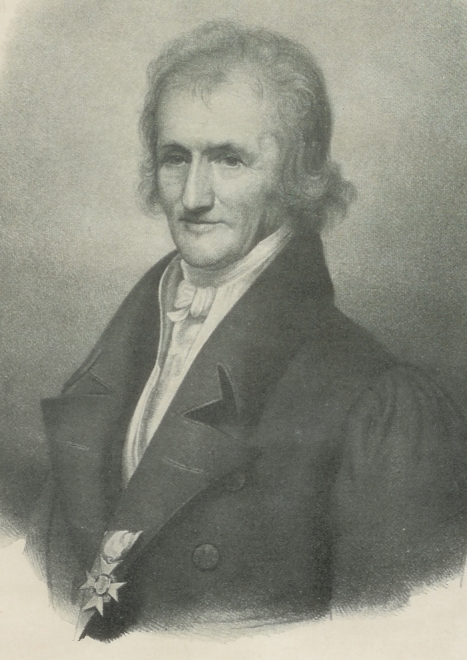
Heinrich Cotta kam als „Kind des Waldes“ im Forsthaus Kleine Zillbach zur Welt

- Heinrich Cotta (1763–1844), einer der Begründer der Forstwissenschaft, ist hier geboren und gründete hier seine erste Lehranstalt. In unmittelbarer Nähe des Ortes schuf er ein einmaliges Waldareal mit etwa 200 verschiedenen Baumarten, das heute noch zu sehen ist.
- Christian Friedrich Gottlieb Thon (1773–1844), Autor, war in Zillbach Rentamtmann und Forstkommissar
- Johann Christian Friedrich Meyer (1777–1854), Forstwissenschaftler, war Lehrer an der Cotta’schen Forstlehranstalt
- Bernhard von Cotta (* 1808 im Forsthaus Kleine Zillbach; † 1879 in Freiberg); Sohn von Heinrich Cotta, Geologe und Bergbau-Wissenschaftler
- Karl Friedrich Schwanitz (1823–1903), deutscher Richter und Gelehrter
- Hugo Bach (1872–1950), Richter in Deutsch-Südwestafrika, Ministerialbeamter
- Magda Langenstraß-Uhlig (1888–1965), deutsche Malerin

## Wirtschaft und Infrastruktur

### VerkaufZillbacher Forst
2023 kaufte die Schweizer Post den Zillbacher Forst. 70 Millionen Franken erhielt Michael-Benedikt von Sachsen-Weimar-Eisenach für seine 2257 Hektar Land, wovon 2198 Hektar bewaldet sind. Als Begründung wurde angegeben, dass man mit dem Baumbestand die  CO₂-Bilanz der Post um jährlich 9000 Tonnen verbessern wolle. Zum  Hektarpreis von über 30.000 Euro wurde kritisch angemerkt, dass nicht lange zuvor das Land Thüringen 600 Hektar Wald für 20.000 Euro pro Hektar aufgeworfen hatte; das galt als überzahlt. Ein Gutachten hatte einen Hektarpreis von 15.000 Euro errechnet. Den Preis ihrer Investition will die Schweizer Post durch Gutachten abgesichert haben, die jedoch auch auf Nachfrage unter Verschluss blieben. Nach dem Land hatte auch die Gemeinde auf ihr Vorkaufsrecht verzichtet, denn der Verkaufspreis lag weit über dem üblichen Verkehrswert. Bei einer Bürger-Information gab zur Frage nach einer Windkraftanlage im Wald keine verbindliche Antwort.

### Ansässige Unternehmen
In Zillbach gibt es zwei Gaststätten, ein Softwareunternehmen, ein Nagelstudio, eine Kosmetik und Fußpflege, ein Seniorenheim, einen Steinmetzbetrieb, eine Schreinerei und einen Biobauern.

## Kultur und Sehenswürdigkeiten
Der Ort Zillbach beging im Mai 2010 seine 825-Jahr-Feier mit einer Festwoche.
Das heutige Jagdschloss Zillbach ist ein schlichtes Barockgebäude und zählt zu den Schlossbauten der Herzöge von Sachsen-Eisenach. In Zillbach entstand durch Heinrich Cotta 1795 eine Forstlehranstalt, welche auch Johann Wolfgang von Goethe in amtlicher Eigenschaft mehrfach besuchte.
Es existiert ein forsthistorisches Museum in der Ortsmitte.
Ebenso sehenswert ist die Sankt Hubertuskirche. Sie wurde 1718 nach Beschwerden der ZIllbacher über zu lange Kirchwege vom Eisenacher Herzog im alten Schlossgebäude aus dem Jahre 1594 eingerichtet.
Als neues Highlight befindet sich ca. 2 km Richtung Eckardts ein sehr schöner Seerosenteich, der jedes Jahr viele Besucher anlockt und zum Verweilen einlädt.

### Sport & Kultur
Das Dorf besitzt unter anderem einen Sportverein, mit einer Fußballmannschaft, die sich aktiv an den Fußballspielen in der Umgebung beteiligten, einen Heinrich-Cotta Verein & einen Natur & Medizin Verein.